# Shugo Tsuji
Shugo Tsuji (辻 周吾 Tsuji Shugo?, nacido el 21 de julio de 1997 en Chiba) es un futbolista japonés que juega de guardameta en el Ehime FC de la J2 League.

## Trayectoria

### Clubes
| Club                 | País  | Año       |
| -------------------- | ----- | --------- |
| Sagan Tosu           | Japón | 2016-2018 |
| Yokohama FC (cedido) | Japón | 2018      |
| Yokohama FC          | Japón | 2019      |
| Ehime FC             | Japón | 2020-     |

## Estadística de carrera

### J. League
| Club        | Año   | J. League | J. League | Copa J. League | Copa J. League | Total | Total |
| Club        | Año   | Part.     | Goles     | Part.          | Goles          | Part. | Goles |
| ----------- | ----- | --------- | --------- | -------------- | -------------- | ----- | ----- |
| Sagan Tosu  | 2016  | 0         | 0         | 0              | 0              | 0     | 0     |
| Sagan Tosu  | 2017  | 0         | 0         | 0              | 0              | 0     | 0     |
| Sagan Tosu  | 2018  | 0         | 0         | 0              | 0              | 0     | 0     |
| Yokohama FC | 2018  | 10        | 0         | -              | -              | 10    | 0     |
| Total       | Total | 10        | 0         | 0              | 0              | 10    | 0     |